# Arcieparchia di Diyarbakır
L'arcieparchia di Diyarbakır (o di Amida dei Caldei) (in latino Archieparchia Amidensis Chaldaeorum) è una sede della Chiesa cattolica caldea in Turchia. Nel 2021 contava 6.308 battezzati. È retta dall'arcieparca Sabri Anar.

## Territorio
L'arcieparchia estende la sua giurisdizione sui fedeli della Chiesa cattolica caldea della Turchia.
Sede arcieparchiale è la città di Istanbul, nel quartiere di Beyoğlu. A Diyarbakır si trova la cattedrale di Santa Maria.
Il territorio è suddiviso in 12 parrocchie.

## Storia
La presenza nestoriana nell'alta Mesopotamia è piuttosto tardiva, essendo questa regione soprattutto dominata nel primo millennio cristiano dalla presenza dei Giacobiti e degli Armeni. Amida è segnalata come parte della diocesi nestoriana di Maiperqat nel 1257; fino al XVI secolo non sembra che Amida fosse sede di un vescovo nestoriano, anche se spesso il titolo appare unito ad altre sedi vicine, come nel caso del vescovo Ishoʿdnah, menzionato alla fine del XIII secolo come vescovo di Maiperqat, Amida e Mardin.
L'eparchia cattolica sorse attorno al 1553, quando il primo patriarca cattolico Shimun VIII Sulaqa, di ritorno dal suo viaggio a Roma, dove aveva ottenuto l'approvazione papale, per rinforzare la sua giovane chiesa ordinò cinque vescovi, tra cui Hormizd Habib, della famiglia Asmar di Amida, consacrato vescovo il 19 novembre 1553 con il nome di Eliya.
Dal 1681 al 1713 Amida (chiamata dai Turchi Diyarbakır) è stata sede dei patriarchi cattolici caldei, della serie dei Josephiti.
L'ultimo vescovo di Amida, Shlemun Mushe al-Sabbagh, fuggì nel 1915 a causa delle persecuzioni perpetrate dai Turchi durante la prima guerra mondiale. Dopo la sua morte Amida non ebbe più vescovi e la sede di fatto fu soppressa.
Il 3 gennaio 1966 in forza della bolla Chaldaici ritus di papa Paolo VI è stata restaurata con il nome attuale e con sede a Istanbul e contestualmente elevata al rango di arcieparchia; rispetto alla precedente eparchia, la sua giurisdizione fu notevolmente ampliata, comprendendo tutta la Turchia, e quindi inglobando tutte le eparchie caldee che di fatto erano state soppresse dopo le persecuzioni del 1915.
Dal 2005 al 2018 la sede è stata affidata a vicari patriarcali.

## Cronotassi dei vescovi
Si omettono i periodi di sede vacante non superiori ai 2 anni o non storicamente accertati.
- Eliya Hormizd Habib Asmar † (19 novembre 1553 consacrato - 1583 deceduto)
- Joseph Eliya † (1583 - 1604 deceduto)
- Elia d'Amida † (1604 - circa 1615 dimissionario o trasferito alla sede di Seert)
- Timothy Rabban Adam † (1615 - 1621 o 1622 deceduto)
- Ishoʿyahb † (1622 - 1628 deceduto)
  - Sede vacante
- Giovanni Simone † (1638 - 1657 deceduto)[1]
- ʿAbdishoʿ † (menzionato nel 1669)
- Yosep † (1672 - 1691 dimissionario)[2]
- Sliba Bet Ma'aruf † (1691 - 1713 deceduto)[3]
- Basil ʿAbd al-Ahad † (5 novembre 1717 consacrato - 3 gennaio 1728 deceduto)
- Timothy Masaji † (1728 - 1º gennaio 1757 deceduto)
- Lazaro Timoteo Hindi † (1757 - 1º gennaio 1759 nominato patriarca dei Caldei)
- Yohannan al-Akkari † (1760 - 1º gennaio 1777 deceduto)
  - Augustin Hindi † (1781 - 6 aprile 1804) (amministratore patriarcale)
- Augustin Hindi † (8 settembre 1804 - 6 aprile 1828 deceduto)
- Basilio Asmar † (1828 - 1842 nominato eparca di Gazireh)
- Giwargis Peter (Giorgio Pietro) de Natali † (1842 - 13 agosto 1867 deceduto)
- Pietro Timoteo Attar † (22 marzo 1869 - dopo il 27 giugno 1873 nominato arcieparca, titolo personale, di Mardin)
- Giwargis Abdisho Khayyat † (1873[4] - 28 ottobre 1894 nominato patriarca di Babilonia dei Caldei)
- Shlemun Mushe al-Sabbagh † (6 giugno 1897 - 2 giugno 1923 deceduto)
  - Sede vacante (1923-1966)
- Gabriel Batta † (3 gennaio 1966 - 7 marzo 1977 dimesso)
- Paul Karatas † (7 marzo 1977 - 16 gennaio 2005 deceduto)
  - Sede vacante (2005-2018)
- Ramzi Garmou (22 dicembre 2018 - 24 maggio 2023 ritirato)
- Sabri Anar, dal 24 maggio 2023

## Statistiche
L'arcieparchia nel 2021 contava 6.308 battezzati.
| anno | popolazione | popolazione | popolazione | presbiteri | presbiteri | presbiteri | presbiteri                | diaconi | religiosi | religiosi | parrocchie |
| anno | battezzati  | totale      | %           | numero     | secolari   | regolari   | battezzati per presbitero | diaconi | uomini    | donne     | parrocchie |
| ---- | ----------- | ----------- | ----------- | ---------- | ---------- | ---------- | ------------------------- | ------- | --------- | --------- | ---------- |
| 1896 | 3.000       | ?           | ?           | 7          |            |            | 428                       |         |           |           | 4          |
| 1913 | 4.180       | ?           | ?           | 12         |            |            | 348                       |         |           |           | 5          |
| 1970 | ?           | ?           | ?           | 6          | 6          |            | 0                         | 21      |           |           | 6          |
| 1980 | 6.000       | ?           | ?           | 7          | 7          |            | 857                       | 1       |           |           | 13         |
| 1990 | 1.400       | ?           | ?           | 5          | 5          |            | 280                       | 1       |           |           | 6          |
| 1999 | 5.000       | ?           | ?           | 5          | 5          |            | 1.000                     |         |           |           | 9          |
| 2001 | 5.100       | ?           | ?           | 1          | 1          |            | 5.100                     |         |           |           | 9          |
| 2002 | 5.100       | ?           | ?           | 1          | 1          |            | 5.100                     |         |           |           | 9          |
| 2003 | 4.800       | ?           | ?           | 2          | 2          |            | 2.400                     |         |           |           | 9          |
| 2004 | 5.925       | ?           | ?           | 2          | 2          |            | 2.962                     |         |           |           | 9          |
| 2006 | 4.226       | ?           | ?           | 1          | 1          |            | 4.226                     |         |           |           | 9          |
| 2009 | 6.219       | ?           | ?           | 1          | 1          |            | 6.219                     |         |           |           | 9          |
| 2013 | 7.640       | ?           | ?           | 2          | 2          |            | 3.820                     |         |           |           | 9          |
| 2016 | 32.000      | ?           | ?           | 2          | 2          |            | 16.000                    |         |           |           | 9          |
| 2019 | 17.000      | ?           | ?           | 2          | 2          |            | 8.500                     |         |           |           | 10         |
| 2021 | 6.308       | ?           | ?           | 2          | 2          |            | 3.154                     |         |           |           | 12         |